# Montacuta voeringi
Montacuta voeringi är en musselart som först beskrevs av Friele 1877.  Montacuta voeringi ingår i släktet Montacuta, och familjen Montacutidae. Arten är reproducerande i Sverige.